# New Washington, Aklan
New Washington là một đô thị hạng 4 ở tỉnh Aklan, Philippines. Theo điều tra dân số năm 2015, đô thị này có dân số 45.007 người trong. New Washington là nơi sinh của Hồng y Jaime Sin. New Washington có Vườn Sampaguita.

## Các khu phố (barangay)
New Washington được chia thành 16 khu phố (barangay).
| - Candelaria - Cawayan - Dumaguit - Fatima - Guinbaliwan - Jalas - Jugas - Lawa-an | - Mabilo - Mataphao - Ochando - Pinamuk-an - Poblacion - Polo - Puis - Tambak |